# Andrij Andrijovics Jakimiv
Andrij Andrijovics Jakimiv (ukránul: Андрій Андрійович Якимів; Cservonohrad, 1997. június 15. –) ukrán labdarúgó, jelenleg a Kaposvári Rákóczi labdarúgója.

## Pályafutása
Jakimiv az ukrán UFK Lviv akadémiáján nevelkedett, 2014 és 2016 között a Karpati Lviv kötelékébe tartozott. 2016 és 2018 között a Sztal Kamjanszke játékosaként huszonhét élvonalbeli mérkőzésen játszott és egy gólt szerzett. A 2018-2019-es szezonban a szintén élvonalbeli Deszna Csernyihiv labdarúgója volt, mindössze négy mérkőzésen lépett pályára. 2019 júliusában leigazolta őt a magyar Kaposvári Rákóczi FC.